# Tête de chou
 (juillet 2025).
Pour plus de détails, voir Fiche technique et Distribution.
Tête de chou est un court métrage français de science-fiction de Stéphane Secq diffusé pour la première fois au festival du film de Brest en novembre 2001

## Synopsis
Aujourd'hui c'est la journée du chou, on ne peut acheter autre chose que des choux, ce qui provoque la colère et l'incompréhension d'un client de la boulangerie, il s'en va rechercher l'auteur de cette initiative, c'est un homme à la tête de chou, il lui arrache la tête, mais il est appréhendé et ne sortira de prison que quand il deviendra à son tour l'homme à la tête de chou.

## Fiche technique
- Titre français et original : Tête de chou
- Réalisation : Stéphane Secq
- Scénario : Hervé Lemarquis, Stéphane Secq
- Directrice de la photographie : Marie Sorribas
- Montage : Fred Noël
- Production : La Space
- Musique : Sector 3
- Maquillage : Paul Lancon
- Pays :  France
- Format : couleur - Panavision - 35 mm - 2,35:1 - Dolby 5 pistes
- Genre : science-fiction
- Durée : 15 minutes
- Dates de sortie :
  -  France : 2 novembre 2001

## Distribution
- Didier Becchetti : Le héros
- Tonio Descanvelle : Le guichetier / L’homme à la tête de chou
- Fred Saurel : Le passant
- Stéphane Derossis : L’homme en cuir

## Palmarès
- 2001 Prix du public au festival du film d’automne de Gardanne
- 2002 Prix de l’ACEP au festival du court métrage de Pontault-Combault
- 2003 Mention spéciale du Jury au festival Mouviz de Nantes

## Exploitation du film

### Diffusion télévisée
- 2002 : Diffusion au Canada dans l’émission Silence on court sur ARTV
- 2005 : Diffusion en France dans l’émission Court mais culte sur TPS.

### Édition DVD
- 2003 en bonus de l’édition DVD du film Le Retour des tomates tueuses.